# Philippe Doncker
Philippe Doncker, est un avocat et auteur d'écrits politiques, né à Tournai le 23 septembre 1773 et mort à Bruxelles le 22 février 1834. Fondateur du recueil périodique L'Observateur, il joua un rôle dans la création du royaume de Belgique.  Il ne faut pas le confondre avec le notaire De Doncker même s'ils ont travaillé ensemble sur certains dossiers.

## Son parcours
Il commença sa carrière comme fonctionnaire dans l'administration de la République et de l'Empire français. Après la chute de l'Empire français et la création par les grandes puissances au congrès de Vienne du royaume uni des Pays-Bas, il commença une carrière d'avocat et de « publiciste », nom donné à l'époque aux auteurs, non professionnels comme les journalistes, d'écrits politiques soit dans la presse soit dans des libelles.
Lors de la création du nouveau royaume uni des Pays-Bas, Philippe Doncker fut au début très favorable à cette résurrection de l'unité des dix-sept provinces historiques des anciens Pays-Bas bourguignons, mais il déchanta par la suite.
Il fonda le 1er février 1815 à Bruxelles un recueil politique périodique L'Observateur qui fut publié jusqu'en 1820 et qui devint vigoureusement hostile à la politique du gouvernement en place en offrant une tribune aux milieux d'opposants au régime. Il fut ainsi admis parmi les membres de la Société des douze.
Lors de sa carrière d'avocat il fut appelé à défendre en 1820 avec sept confrères l'économiste Ferdinand Van der Straeten qui était poursuivi pour avoir écrit un livre De l'état actuel du royaume des Pays-Bas et des moyens de l'améliorer qui pourtant ne faisait qu'étudier l'état économico-politique du royaume. Le gouvernement  fit arrêter sans discernement Doncker et ses confrères qui défendaient Vander Straeten ce qui eut un immense retentissement. Ils furent ensuite relaxés mais ces quelques jours passés en prison l'avaient définitivement aliéné au despotisme de Guillaume Ier des Pays-Bas.
Il devint un enthousiaste partisan de la sécession et après la réussite de la révolution belge il fut nommé par le gouvernement du nouveau royaume secrétaire général du département de l'Intérieur. Il mourut dans l'exercice de ces dernières fonctions.